# Пуз (единица измерения)
Пуз — старинная новгородская мера сыпучих тел. Один пуз ржи равнялся 2 ¼ пуда. Один пуз соли — 4 ½ пуда.
Пуз был в основном хлебной мерой. В Двинской пятине это была, возможно, первая клейменая таможенными властями мера сыпучих тел.
В древности пуз ещё был мерой жита, а также и соляно́й мерой. Данная единица измерения известна с 1137 года, в котором новгородский князь Святослав установил давать епископу «на мори от чрена и от Салгы по Пуз». Чреном или цреном называли солеваренный сосуд, почему пуз является мерой соляной. В XIII веке пуз был мерой жита, а в двинской грамоте 1398 года он выставлен в виде меры хлебной и соляной. В записи 1539 года значится также пуз «липовой окованной железой».